# Olivella arionata
Olivella arionata is een slakkensoort uit de familie van de Olividae. De wetenschappelijke naam van de soort is voor het eerst geldig gepubliceerd in 2000 door Absalão.